# Politique au Suriname
Le Suriname est une république multipartite à régime parlementaire, où le président est le chef du gouvernement. Le pouvoir exécutif est exercé par le gouvernement tandis que le pouvoir législatif est partagé entre le gouvernement et l’Assemblée nationale. Le pouvoir judiciaire est indépendant des deux premiers.

## Pouvoir exécutif
| Fonction                        | Nom                       | Parti | Depuis          |
| ------------------------------- | ------------------------- | ----- | --------------- |
| Présidente de la République     | Jennifer Geerlings-Simons | NDP   | 16 juillet 2025 |
| Vice-président de la République | Gregory Rusland           | NPS   | 16 juillet 2025 |

Le président de la République est élu pour cinq ans par l’Assemblée nationale à la majorité des deux tiers ou, si cette majorité n’est pas atteinte, par l’Assemblée du peuple à la majorité absolue. L’Assemblée du peuple est composée des délégués de l’Assemblée nationale et des représentants des régions et des municipalités.
Le vice-président de la République est élu en même temps que le président par l’Assemblée nationale à la majorité absolue.
Le président de la République nomme les ministres. Il n’existe pas de vote de défiance visant à le démettre de ses fonctions.

## Pouvoir législatif
L’Assemblée nationale, parlement monocaméral du pays, compte 51 sièges. Les parlementaires sont élus au suffrage populaire pour un mandat de cinq ans selon une représentation proportionnelle.

## Pouvoir judiciaire
La Cour suprême est la plus haute instance judiciaire du pays. Ses juges sont nommés à vie par le président en collaboration avec l’Assemblée nationale, le Conseil d’État et l’Ordre national des avocats privés.